# SG-3

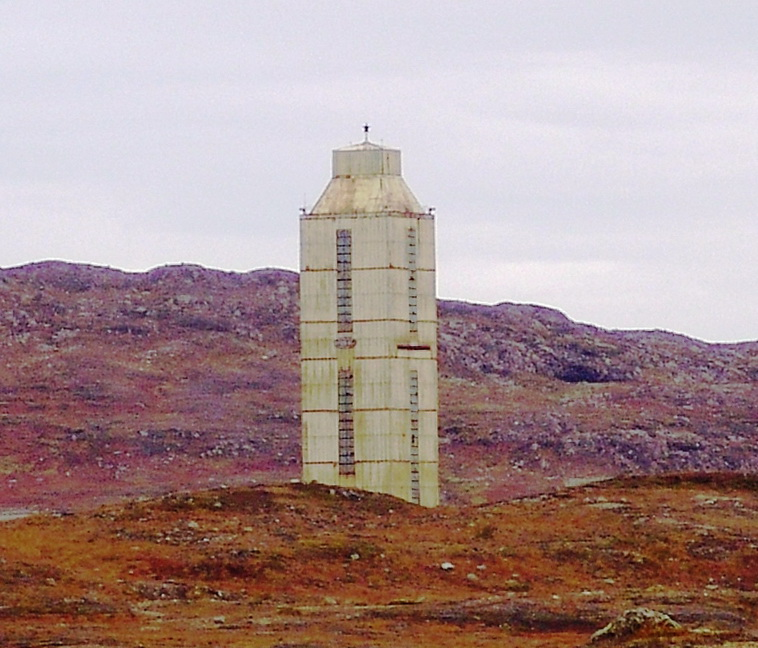
Byggnaden ovanpå Kola SG-3, 2007.

Kola SG-3 (ryska: Кольская сверхглубокая скважина Kolskaja sverchglubokaja skvazjina) är världens djupaste hål skapat av människan. Hålet finns på Kolahalvön i Ryssland nära Zapoljarnyj, mindre än 20 km från Norges gräns och mäter 12 262 meter, vilket nåddes 1989 och är därmed djupare än Marianergraven. Det skapades i vetenskapligt syfte, lett av Sovjetunionen, för att se hur djupt det går att borra i jordskorpan. Borrhålet är en del av en serie borrprojekt (SG) som pågick under 1960-1980-talet. SG-3 påbörjades den 24 maj 1970 och pågick i perioder tills det avslutades 1989.
De tidigare borrhålen är Aralsor SG-1, i den förkaspiska bassängen väster om Kazakhstan, och Biyikzhal SG-2, i Krasnodar Krai, som båda mäter mindre än 6810 meter, borrades för Kola SG-3, som inledningsvis bara var tänkt att nå 7000 meter. Borrningen påbörjades med riggen Uralmash-4E, och senare med Uralmash-15000. Totalt borrades fem hål, 9 cm i diameter, två som förgrenade sig ut från ett centralschakt, och två utifrån en av dessa förgreningar.
Utöver att vara det djupaste hålet skapat av människan, var det också länge det längsta under nästa tre årtionden, fram till 2008 då man i Qatar borrade ett längre hål för att utvinna kolväte.

## Borrning

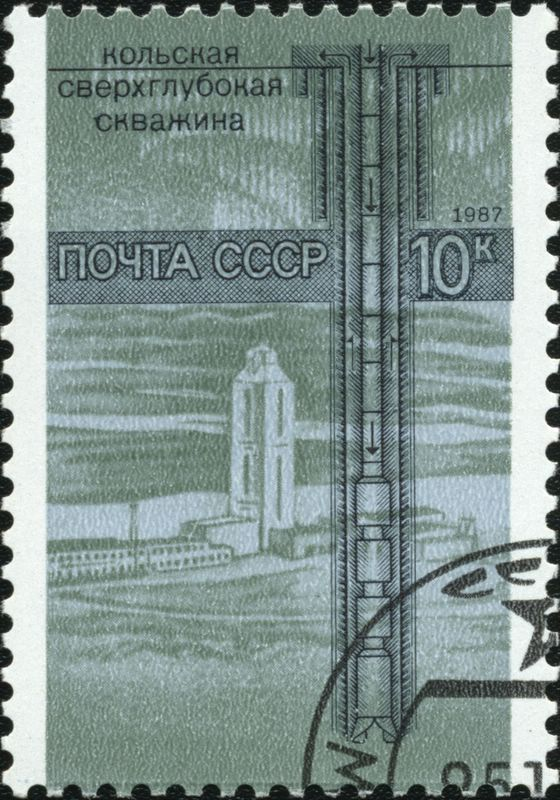
Kola SG-3 på ett sovjetiskt frimärke från 1987.

Borrningen vid Kola SG-3 påbörjades den 24 maj 1970 med Uralmash-4E, en seriell borrigg som används för att borra oljebrunnar. Riggen modifierades för att kunna nå ett djup på 7000 meter. År 1974 installerades en ny specialbyggd borrigg – Uralmash-15000, uppkallad efter det nya måldjupet, satt till 15000 meter.
Den 6 juni 1979 bröts Kola SG-3 det gamla världsrekordsdjupet på 9583 meter, som hållits av Bertha Rogers-hålet i Washita County, Oklahoma i USA. I oktober 1982 nådde Kola SG-3:s första hål 11662 meter.
Det andra hålet påbörjades i januari 1983, från 9300 meters djup i det första hålet. 1983 passerade borren 12000 meter i det andra hålet då borrningen stoppades i ungefär ett år. efter att borrningen återupptagits inträffade ett haveri den 27 september 1984 på ett djup av 12066 meter då en bit av borren gick av och blev kvar i hålet. Borrningen återupptogs i september 1986 och ett nytt hål skapades.
Det tredje hålet nådde 12262 meter 1989. Prognoserna då var att man förväntade sig nå 13500 meter i slutet av 1990 och 15000 1993. I juni 1990 inträffade ett nytt haveri på 12262 meters djup.
Borrningen av det fjärde hålet påbörjades i januari 1991, från 9653 meter, utifrån det tredje hålet. Borrningen av det fjärde hålet stoppades i april 1992 vid 11882 meters djup.
Borrningen av det femte hålet började i april 1994 från 8278 meters djup, utifrån det det tredje hålet. Borrningen stoppades i augusti 1994 på 8578 meters djup på grund av brist på medel och borrprojektet las i malpåse.

## Forskning
De kända vetenskapliga områden på SG-3 skulle studera var den Fennoskandiska urbergssköldens strukturer, seismisk aktivitet, värmeförhållanden i jordkärnan, fysiska och kemiska förhållanden i de olika delarna av jordskorpan, litosfärisk geofysik, och att utveckla teknologier för geologiska studier på stora djup. Borrningen penetrerade ungefär en tredjedel av kontinentalskorpan, som uppskattas vara cirka 35 km djup, och nådde arkeiska malmlager. Många oväntade geofysiska upptäckter gjordes:
- Under borrprocessen hittades aldrig de förväntade basaltiska skikten på 7 km djup, och inte heller några basaltiska skikt på något djup.[13]  Istället fanns det granit, djupare än förutspått. Förutsägelsen av en övergång vid 7 kilometer baserades på seismiska vågor som indikerar diskontinuitet, som kunde ha orsakats av en övergång mellan stenar, eller en metamorf övergång i själva graniten.[13]

- Vattensamlingar på 3-6 km djup[13][14] som kokade upp genom graniten tills de stoppades av lager av ogenomtränglig sten.[15][16] Detta vatten förångades inte naturligt på något djup i borrhålet.[14]

- Det borrslam som rann ut ur hålet beskrevs som "kokande" och hade en oväntat hög vätgashalt.[17]

- Mikroskopiska planktonfossiler hittades på 6 km djup.[1]

År 1992 gjorde ett internationellt geofysiskt forskarteam ett reflektionsseismiskt korstvärsnitt genom brunnen. Kola-92-arbetsgruppen bestod av forskare från universiteten i Glasgow och Edinburgh i Storbritannien, University of Wyoming i USA, och Universitetet i Bergen i Norge, samt flera ryska geovetenskapliga forskningsinstitutioner. Experimentet dokumenterades i en video inspelade av professor David Smythe.

## Status
Borrningen avslutades helt 1995 på grund av brist på medel. Det vetenskapliga teamet förflyttades till det statliga dotterbolaget "Kola Superdeep", krymptes och fick uppgiften att studera de exponerade sektionerna. 2007 upplöstes teamet och utrustningen överfördes till ett privat bolag och likviderades delvis. År 2008 likviderades bolaget helt, och platsen övergavs. Idag har borrplatsen delvis förstörts.